# Lara Roxx

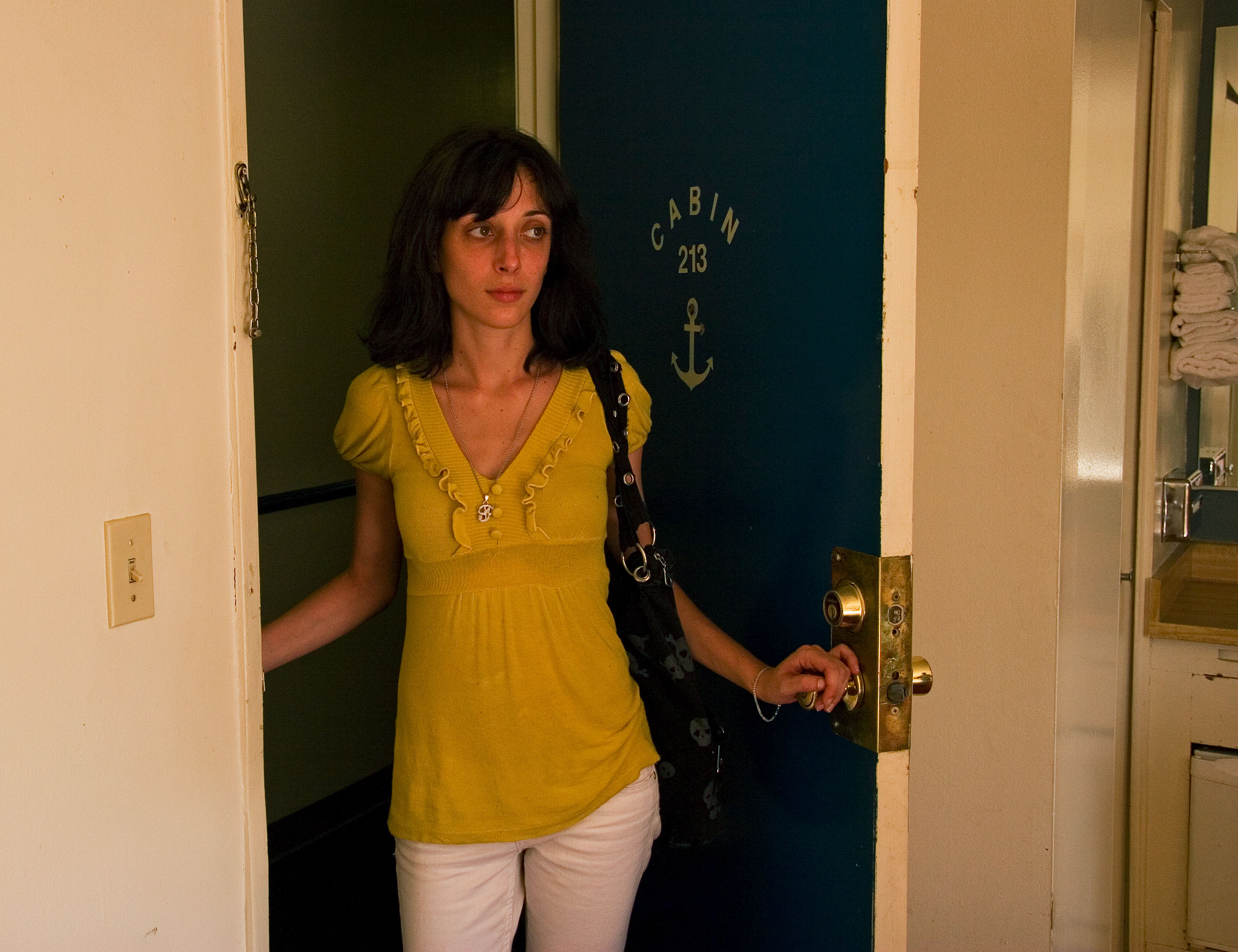
Lara Roxx in Inside Lara Roxx (2011)

Lara Roxx (* 12. Dezember 1982 in Montreal) ist eine ehemalige kanadische Pornodarstellerin. Sie ist auch unter dem Namen Lara Cox bekannt, nicht zu verwechseln mit der australischen Schauspielerin dieses Namens.

## Leben
Anfangs arbeitete sie als Stripperin in verschiedenen Klubs in Montreal, später auch für kanadische Internetseiten. Ihr Debüt als Pornodarstellerin hatte sie am 10. Januar 2004 in einer Serie des Kanadiers Bruno B. Entdeckt wurde sie von dem Agenten Daniel Perreault von Eromodels. Das Pornogeschäft an sich ablehnend, wechselte sie dennoch in das San Fernando Valley – das Zentrum der amerikanischen Pornofilmindustrie – mit dem Ziel, 30.000 Dollar für die Gründung einer Agentur zu verdienen.
Am 24. März 2004 infizierte sie sich bei Dreharbeiten zum Film Split that booty 2 mit dem HI-Virus bei einer besonders risikoträchtigen Doppelanalszene mit Darren James, der das Virus aus Brasilien mitgebracht hatte, und Mark Anthony. Lara Roxx vertraute damals den als sicher geltenden Vorsichtsmaßnahmen der US-Branche, die immerhin dazu geführt hatten, dass sich vier Jahre lang in den USA kein Darsteller mehr mit HIV infizierte. Nach dem zwischenzeitlichen Bekanntwerden des Falls wurde der Film ohne diese Szene veröffentlicht.
Nachdem am 10. April 2004 bekannt wurde, dass Darren James HIV-positiv getestet und am 15. April auch Lara Roxx als HIV-positiv diagnostiziert wurde, stand für einen Monat die gesamte Produktion im San Fernando Valley still, um eventuelle Folgeinfektionen zu klären. (Einige Produzenten missachteten das Verbot nach ein paar Tagen.) Ein kalifornisches Gericht verhängte gegen die Produktionsfirma eine Geldstrafe von 30.000 Dollar, da sie ihre Mitarbeiter nicht ausreichend am Arbeitsplatz geschützt habe.
Ihr Zukunftsplan war es, eine Stiftung für junge HIV-positive und gescheiterte Menschen zu gründen und Filmwissenschaften zu studieren. 2005 sendete das britische Fernsehen eine Reportage über ihr Schicksal unter dem Titel Porn Shutdown. 2011 entstand unter der Regie der Kanadierin Mia Donovan zudem der Dokumentarfilm Inside Lara Roxx.

## Filmografie
- 18 Year Old Pussy 2 (Tristan Segal, Devils Films, 2004)
- Anal Teen Tryouts 4, 2004   (Tristan Segal, Devils Films, 2004)
- Banana Cream Pie (2003)
- Busty White Girls (2004)
- College Dropouts 1 (Doghouse Digital, 2004)
- Teen Hand Whores 2 (Synister, 2004)
- White Girls Suck and Swallow (Evasive Angles, 2004)
- Adult-Website CreamedCornholes
- Inside Lara Roxx (2011) (Dokumentarfilm)